# Marta Tana de Santena
Marta Tana de Santena (en francés, Marthe de Tane) (Chieri, 1550 – Solferino, 26 de septiembre de 1605) fue una noble italiana, conocida por ser la madre del futuro San Luis Gonzaga.

## Biografía
Fue una de los vástagos del matrimonio formado por el noble Baldassare Tana, señor de Santena y Anna della Rovere. Por parte de padre provenía de una prominente familia noble piamontesa. Su madre pertenecía a una noble familia proveniente de Savona, siendo prima del cardenal Girolamo della Rovere (1530-1592). Tuvo otros hermanos y hermanas:
- Louis de Tane, casado con Charlotte Berton.
- Jules César de Tane, caballero de la Orden de Malta.
- Hercule de Tane, seigneur de Santena, casado en 1574 con Elena Benso, con descendencia.
- Catherine de Tane, casada con su pariente François de Tane.

En 1559, tras la boda de la princesa Isabel de Valois con Felipe II de España, Marta formó parte de la comitiva de la nueva reina junto con la conocida dama y pintora, Sofonisba Anguissola. Desde entonces, sirvió como dama de Isabel de Valois, pasando a ser parte de la Casa de la Reina. En esta etapa participó activamente en la vida de la corte y fue muy querida por la reina Isabel. En la descripción de una fiesta de máscaras celebrada en el Real Alcázar el día de la Epifanía de 1565, un contemporáneo la describió como:
[...] la cosa mas hermosa que se puede pensar; era una dama francesa que se dice Santena [Marta Tana de Santena]; dicen que era innumerable el valor de joyas y piedras que tenia sobre si.
En 1562, según las cuentas de la corte española, era servida por un criado, Pedro de Lasarte, y en 1566, por N Villalobos y Francisco dei Castillo.
El 24 de junio de 1566, contrajo matrimonio en Madrid con el noble italiano, Ferrante Gonzaga, marqués de Castiglione. Según Cepari, biógrafo de su hijo Luis, fue el primer matrimonio contraído en España conforme a las normas del Concilio de Trento.Ferrante era primo hermano de Sofonisba Anguissola.
Con ocasión de este enlace, su marido recibiría distintas mercedes por parte de Felipe II siendo armado caballero de la Orden de Alcántara (habiendo sido nombrado en 1561), además de serle concedidas algunas rentas en el ducado de Milán y en el reino de Nápoles.
Acompañando a su marido y junto con el resto de la familia, Marta volvería a la corte española por un espacio de unos dos años entre 1582 y 1584. Entonces la familia vivió en unas casas conocidas como del doctor Cristóbal de Espinosa, en el lugar que se fundaría en 1602 el Noviciado de los Jesuitas en Madrid.Asimismo, durante este tiempo, sus hijos Luis y Rodolfo sirvieron como meninos de Diego de Austria, príncipe de Asturias; e Isabel como menina de la infanta Isabel Clara Eugenia. La familia volvería a sus territorios italianos en 1584, quedando Isabel en Madrid sirviendo a la infanta y a ruegos de esta.
Quedó viuda en 1586, tras la muerte de su marido en Milán por causa de la gota.
Murió en 1605.

## Matrimonio y descendencia
Del matrimonio de Marta Tana con Ferrante Gonzaga, nacerían:
- Luis (1568 – 1591), jesuita canonizado en 1726.
- Rodolfo (1569 – 1593), II marqués de Castiglione.
- Ferrante (1570 – 1577).
- Carlos (1572 – 1574).
- Isabel (1574 – 1593), menina de la infanta Isabel Clara Eugenia y después, religiosa;
- Francisco (1577 – 1616), III marqués de Castiglione.
- Cristierno (1580 – 1630), marqués de Solferino.
- Diego (1582 – 1597).